# Nicolas Ligneul
 (juillet 2025).
Motif : page déjà supprimée en 2020, voir Discussion:Nicolas Ligneul/Admissibilité.
- Archive Wikiwix
- Bing
- Cairn
- DuckDuckGo
- E. Universalis
- Gallica
- Google
- G. Books
- G. News
- G. Scholar
- Persée
- Qwant
- (zh) Baidu
- (ru) Yandex
- (wd) trouver des œuvres sur Wikidata

| 1. | Préciser le motif de la pose du bandeau. | Précisez le motif de la pose du bandeau en utilisant la syntaxe suivante : {{admissibilité à vérifier\|date=août 2025\|motif=remplacez ce texte par le motif}}                       |
| 2. | Informer les utilisateurs concernés.     | Pensez à avertir le créateur de l'article, par exemple, en insérant le code ci-dessous sur sa page de discussion : {{subst:avertissement admissibilité à vérifier\|Nicolas Ligneul}} |

Nicolas Ligneul, né le 2 octobre 1972 à Paris, est un juriste franco-suisse. Il est maître de conférences en droit public à l’Université Paris-Est Créteil et avocat à la Cour d’appel de Paris,.

## Biographie

### Études
Il est titulaire d'une maîtrise en droit privé (Université Paris 12), d’un DEA en droit public des activités économiques et d’un doctorat en droit public obtenu en 1998,. Il obtient son habilitation à diriger des recherches (HDR) en 2012.

### Carrière académique
Depuis 1999, il est maître de conférences en droit public à l’Université Paris-Est Créteil, où il enseigne le droit international et le droit européen. Il a été vice-président de la section de droit public et assesseur chargé des relations internationales (2008–2012), de l’insertion professionnelle (2012–2017) puis des relations externes (2017–2022) à l’Université Paris-Est Créteil,.

### Activité d’avocat
Avocat au Barreau de Paris depuis 2004, Nicolas Ligneul est spécialisé en droit commercial, droit des affaires et de la concurrence, ainsi qu’en droit du crédit et de la consommation,.
Il est cofondateur, depuis 2010, du Cabinet Ligneul à Paris, actif en droit commercial, en droit pénal,,, en arbitrage, ainsi qu’en droit de la famille. Le cabinet est membre du réseau Amon Avocats.
Il développe une activité interne en France et une activité à dimension internationale, notamment en Europe, en Afrique,,, au Moyen-Orient et en Chine,. Il a contribué au développement de l’arbitrage dans l’océan Indien et à la création du Centre Régional d’Arbitrage et de Médiation de Mayotte,.

### Engagement en Ukraine
En tant qu’avocat habilité à plaider devant la Cour pénale internationale, Nicolas Ligneul représente plusieurs centaines de victimes de crimes de guerre et de crimes contre l’humanité en Ukraine,.
Il est l'auteur du “Guide pratique pour l’indemnisation des victimes de l’invasion russe en Ukraine” destiné à faciliter l’accès des victimes ukrainiennes aux mécanismes de compensation prévus par le droit ukrainien, celui de Conseil de l’Europe et celui de la Cour pénale internationale (CPI),.

### Autres responsabilités
Depuis 2008, il préside la commission d’appel de la Fédération française de hockey sur glace.

### Distinctions
- Médaille de bronze de la jeunesse, des sports et de l’engagement associatif (promotion du 14 juillet 2017, Val-de-Marne)[26].
- Chevalier dans l’Ordre des Palmes académiques (décret du 7 août 2015, publié au Bulletin officiel des décorations, médailles et récompenses n°03)[27].

## Publications
Ouvrages
- Recueil des décisions du GATT et de l’OMC[28], sous la direction de T. Flory et E. Canal-Forgues, Bruylant, 2001[29],[30],[31],[32],[26],[33]
- Droit européen du marché, Ellipses, collection universités. Droit, 2006, 250 pages (N. Ligneul, co-écrit avec Olivia Tambou)
- L’équilibre entre valeurs commerciales et non commerciales dans l’Union européenne (relations externes de l’Union et relations intra-européennes, Mémoire d’Habilitation pour l’Habilitation à Diriger les Recherches, Université Paris-Est, Juillet 2012, N. Ligneul
- Arbitrage, investissement et Commerce international en Afrique et dans l'Océan indien, N.Ligneul (dir.) et N. Jay (dir.), Lexis-Nexis, 2018
- Guide pratique pour l’indemnisation des victimes de l’invasion russe en Ukraine, Amon Avocats, 2024 [34]